# Winston-Salem
Winston-Salem er en amerikansk by og administrativt centrum for det amerikanske county Forsyth County, i staten North Carolina. I 2007 havde byen et indbyggertal på 222.682.

## Ekstern henvisning
- Winston-Salems hjemmeside (engelsk)

36°6′9.95″N 80°15′37.77″V / 36.1027639°N 80.2604917°V